# Canadian Pacific Kansas City
Canadian Pacific Kansas City Limited, que opera como CPKC, es un ferrocarril Clase I en América del Norte que resultó de la fusión de Canadian Pacific Railway (CP) y Kansas City Southern (KCS) el 14 de abril de 2023. Es el primero y actualmente el único ferrocarril de una sola línea que conecta Canadá, México y Estados Unidos, operando aproximadamente 32 000 kilómetros de ferrocarril en los tres países. CPKC tiene su sede en Calgary y, está dirigida por Keith Creel como presidente y director ejecutivo.

## Historia
Canadian Pacific Railway (CP) anunció el 21 de marzo de 2021 que planeaba comprar Kansas City Southern (KCS) por 29 mil millones de dólares. Canadian National Railway (CN) hizo una oferta competitiva el 20 de abril de 2021 por 33 700 millones de dólares. El intento de fusión de CN fue bloqueado por un fallo de la Junta de Transporte de Superficie (STB en sus siglas en inglés) de Estados Unidos en agosto de 2021 según el cual la empresa no podía utilizar un fideicomiso de voto para asumir el control de KCS, debido a preocupaciones sobre una competencia potencialmente reducida en la industria ferroviaria.

El 12 de septiembre de 2021, KCS aceptó una nueva oferta de CP por 31 000 millones de dólares. Aunque la oferta de CP fue inferior a la oferta hecha por CN, el STB permitió a CP utilizar un fideicomiso de voto para tomar el control de KCS. El fideicomiso de votación permitió a CP convertirse en el beneficiario efectivo de KCS en diciembre de 2021, pero los dos ferrocarriles operaron de forma independiente hasta recibir la aprobación del STB para una fusión de operaciones.

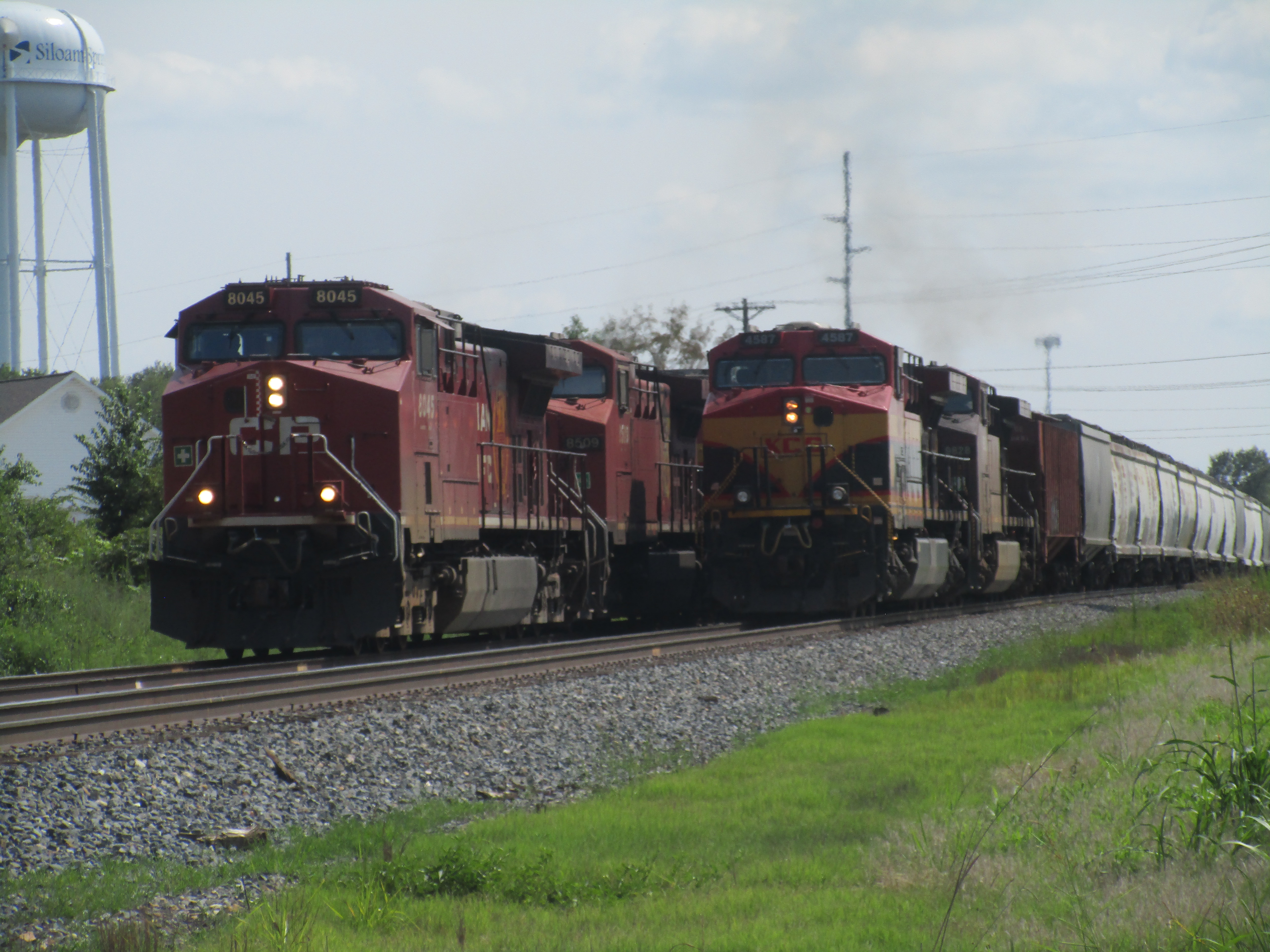
Locomotoras de los dos ferrocarriles anteriores antes de la fusión.

Union Pacific y BNSF Railway presentaron objeciones a la fusión durante las audiencias ante el STB, donde las dos compañías se mostraron preocupadas por el aumento proyectado del tráfico por parte de CPKC en los próximos años y, el impacto de ese aumento en las vías propiedad de UP que atraviesan el área de Houston (Subdivisiones Houston, West Belt, East Belt, Beaumont, Harrisburg y Glidden), donde tanto UP como BNSF operan una gran cantidad de tráfico diario. CPKC tiene derechos de seguimiento desde Beaumont hasta Rosenberg. CP y KCS defendieron su propuesta de fusión durante las audiencias, argumentando que Houston tiene capacidad suficiente para soportar el aumento proyectado en el tráfico. En esa línea, el presidente y CEO de CP y, futuro CEO de la empresa fusionada, Keith Creel, argumentó durante las audiencias que en el extremo oeste de Englewood Yard, el principal patio de UP en Houston, las vías de recepción y salida se pueden alargar para dar cabida a trenes más largos. UP cuestionó en parte los argumentos presentados por CP, diciendo que si bien hay un proyecto de expansión del patio, no se podía proseguir hasta que se resolviesen los problemas ambientales existentes en la zona, debido a que el área alrededor de Englewood está contaminada con creosota (Southern Pacific operó durante décadas en Englewood una instalación para el tratamiento de durmientes mediante la utilización de creosota, y los derrames accidentales de dicha sustancia provocaron una grave contaminación en los barrios aledaños al patio). El STB sugirió, para mediar entre las partes contendientes, la posibilidad de que, en espera de la aprobación de la fusión, KCS solicite a UP derechos de seguimiento desde Texarkana hasta Laredo, pasando por San Antonio y Austin para desviar parte de su tráfico de norte a sur, evitando pasar por Houston.

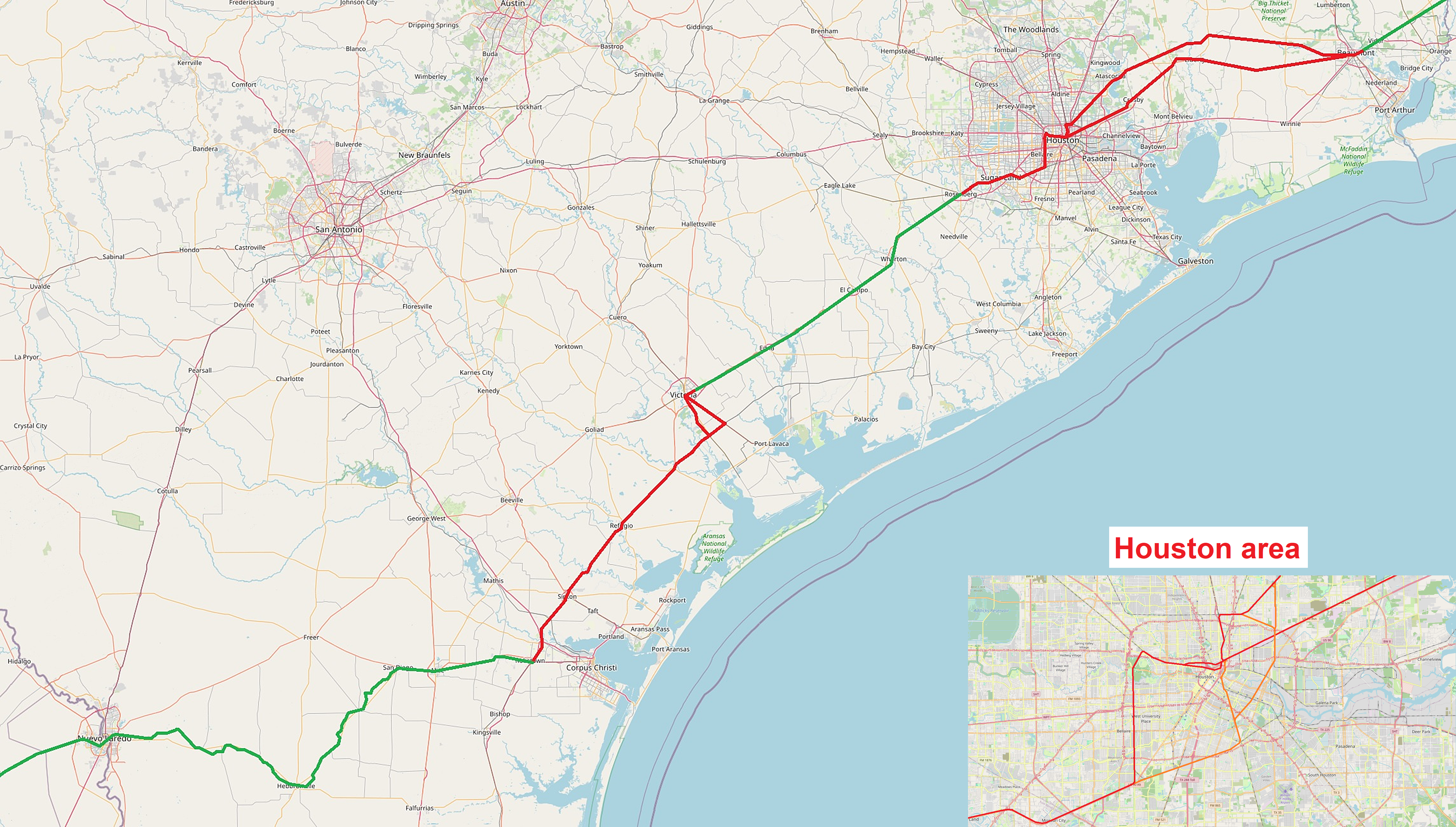
Rutas de CPKC a través del sur de Texas para llegar desde Beaumont hasta la puerta de entrada transfronteriza en Laredo: las rutas propias están marcadas en color verde, mientras que los sectores entre Beaumont y Rosenberg (incluyendo el área de Houston), y entre Victoria y Robstown, donde los trenes circulan bajo derechos de seguimiento de Union Pacific están marcadas en rojo.

Metra también se opuso a la fusión, junto con un grupo de comunidades de los suburbios del oeste de Chicago (Condado de DuPage, Bartlett, Bensenville, Elgin, Itasca, Hanover Park, Roselle, Wood Dale y Schaumburg) en la Línea Oeste de Milwaukee, argumentando que el aumento proyectado en el tráfico traería retrasos en la prestación del servicio ferroviario de pasajeros de Metra, así como una disminución en la calidad de vida y consecuencias negativas sobre el desarrollo económico de las comunidades ubicadas a lo largo de la Línea.
A pesar de todas las objeciones planteadas en las audiencias, la aprobación final de la fusión se produjo el 15 de marzo de 2023 y la fusión se completó el 14 de abril de 2023.

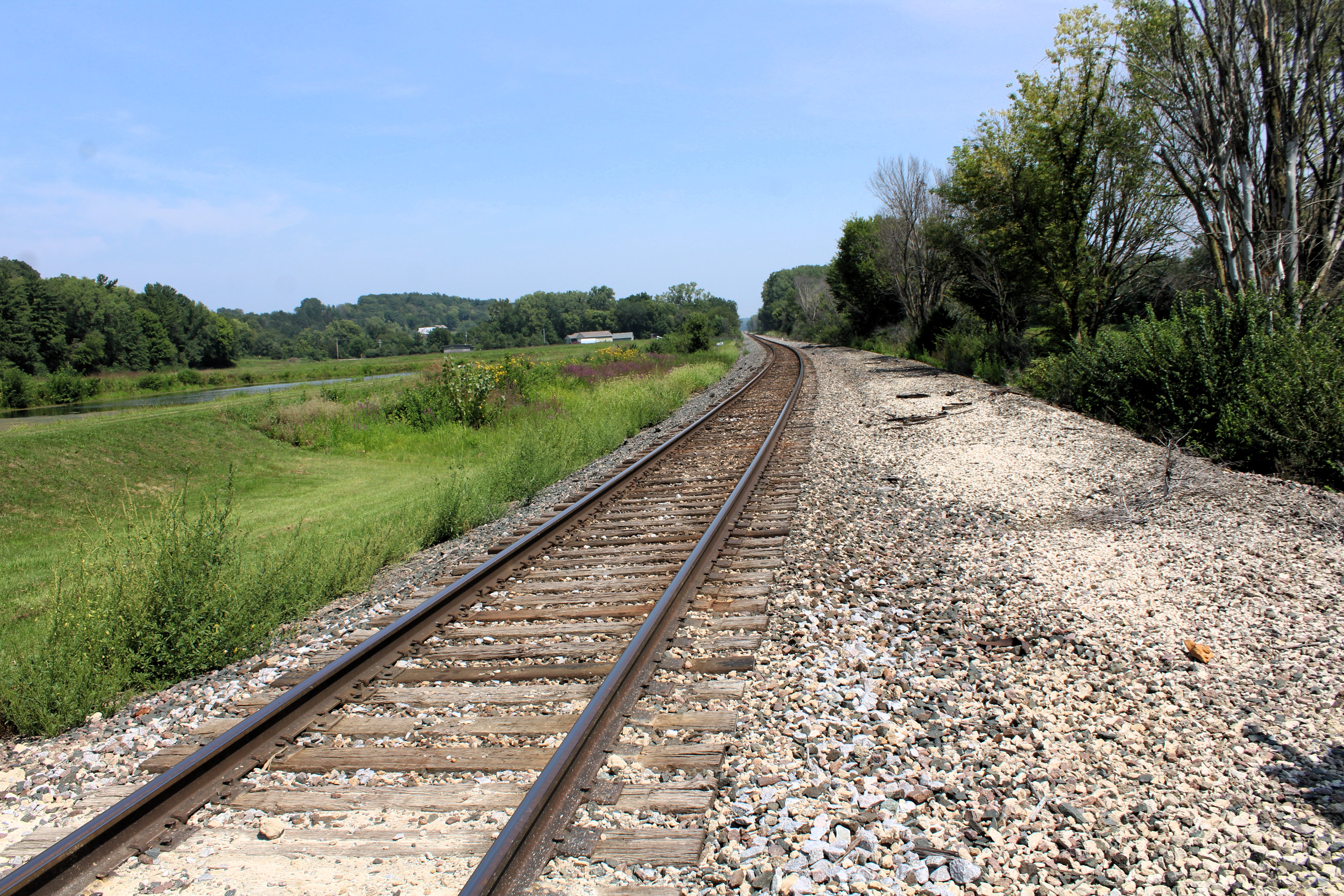
Vías de ferrocarril de Canadian Pacific Kansas City.

La fusión creó el primer y único ferrocarril de una sola línea que conecta Canadá, Estados Unidos y México con una red de aproximadamente 32 000 kilómetros. Se espera que la integración total de los dos ferrocarriles lleve hasta tres años.
Siete días después de la fusión, la compañía anunció que había conseguido su primer contrato importante: manejar el tráfico intermodal de Schneider National entre Estados Unidos y México. Días después firmó un acuerdo similar con Knight-Swift. Se consideró que el anuncio respaldaba las proyecciones previas a la fusión de que el servicio de línea única de CPKC le permitiría competir en el corredor Chicago-México que había estado dominado por Union Pacific y BNSF. En respuesta, el 24 de abril, Union Pacific respondió anunciando una asociación con la Canadian National Railway y Grupo México (propietario de Ferromex y Ferrosur) para trabajar juntos para acelerar el intercambio de tráfico intermodal entre México y Chicago o más al norte en Canadá.
El 14 de mayo de 2023, CPKC lanzó su nuevo servicio «Mexico Midwest Express (MMX)», numerado I180 e I181, el cual está orientado principalmente al transporte intermodal y automotor, además brinda un tiempo de viaje aproximado de 98 horas entre Chicago y Kansas City a Monterrey y San Luis Potosí, tiempos de viaje más cortos que los que ofrece el servicio «Falcón Premium» de UP, CN y Grupo México. Anteriormente y, como parte de los preparativos para el día después de la fusión, CP y KCS lanzaron una serie de servicios interlíneas de prueba entre el Puerto Lázaro Cárdenas en el estado mexicano de Michoacán y el Patio de Bensenville en Chicago.
El 28 de junio de 2023, CPKC anunció la intención de adquirir conjuntamente con CSX Transportation Meridian y Bigbee Railroad (MNBR). El MNBR crea una conexión de 270 km entre CSX en Montgomery, Alabama y Meridian, Misisipi, donde se une al Meridian Speedway en dirección oeste. Según el acuerdo propuesto, CPKC se haría cargo del tramo de la línea entre Meridian y Myrtlewood, Alabama, mientras que CSX haría lo mismo entre Myrtlewood y Montgomery. Si lo aprueba el STB, esto proporcionaría una conexión directa entre las dos empresas. En compensación, el propietario de MNBR, Genesee & Wyoming, recibiría propiedades de CPKC en Alberta junto con derechos sobre las líneas de CPKC. MNBR también podría seguir prestando servicios a los clientes existentes en la línea. La conexión a través de la línea MNBR permitirá que el tráfico CSX con destino a México se entregue directamente a CPKC, eliminando la necesidad de un tercer ferrocarril intermediario para mover dicho tráfico. Actualmente, el tráfico de CSX con destino a México se intercambia con Union Pacific en Nueva Orleans, quien luego lo lleva al portal transfronterizo en Laredo, Texas, donde se entrega a CPKC.
El 24 de abril de 2024, como parte de las celebraciones del primer aniversario de la compañía, se lanzó la locomotora a vapor CPR 2816 conocida como “La Emperatriz” en un histórica gira transnacional que recorrerá la mayor parte de la red de CPKC desde Calgary, finalizando el 25 de junio en la Ciudad de México.

## Operación
CPKC opera aproximadamente 32 000 kilómetros de ferrocarril en Canadá, México y Estados Unidos. En abril de 2023, CPKC tenía alrededor de 20 000 empleados. CPKC tiene su sede mundial en Calgary, sus oficinas centrales en Estados Unidos en Kansas City, Misuri, y sus oficinas centrales en México en Ciudad de México y Monterrey.
Los ejecutivos de la compañía dijeron que fusionar CP y KCS sería «sencillo» porque los ferrocarriles solo se tocan en Kansas City y los volúmenes de intercambio eran relativamente bajos, con alrededor de cuatro trenes por día en septiembre de 2021. También citaron que las dos compañías utilizaron en gran medida los mismos sistemas administrativos de tecnología de la información.
El ferrocarril mantiene su propia fuerza policial, la Policía de Canadian Pacific Kansas City.